# 氣候
气候，包括温度、湿度、气压、風（包括風向和風速）、降水量、大气成分及众多其他气象要素在很长时期（一般幾十年以上）及特定区域内基於统计数据的綜合概括描述；除了天氣的「平均」外，還包括了天氣的變化和極端情況，以及異常情況的發生。与气候相比，天气是指这些气象要素在近两周内的实时状态。
一个地方的气候是受该地的纬度、地形、海拔、冰雪覆盖情况、以及附近水体及其水流状况影响的。气候可根据不同气象要素的平均范围和特殊范围进行分类，最常采用温度和降水量，其中最普遍使用的分类系统是柯本气候分类法。1948年开始使用的桑斯维特费气候分类系统，在温度和降水量两个变量的基础上增加土壤水分蒸散量，该系统应用于研究动物物种多样性和气候变化的潜在影响。伯杰龙和空间天气分类系统侧重于通过气团的形成来确定某些地区的气候状况。
古气候学是对古代气候的研究和描述。由于19世纪前气候无法通过直接观察获得，因而古气候是通过代用指标推断得到的，这些代理变量包括非生物迹象如在湖床和冰核中发现的沉积物，以及生物迹象如树木年轮和珊瑚生物。气候模型是指包括古代，现代和未来的气候的数学模型。季節分配比較均勻。

## 定义

按相同溫差變化程度的三重分類

气候一词由古希腊语Klima演变而来，原意为倾向，趋势。通常定义为很长一段时间内的平均天气状况。标准平均值的时期为30年，但根据情况不同，平均值的时期也会有改变。除了平均值外，气候还包括统计数值，例如每日或每年的幅度变化。政府间气候变化专门委员会（IPCC）对气候的解释为：
对气候比较狭隘的定义是“普遍的天气状况”，或稍严谨些解释为：从几个月到成百上千年的时间中，气候在量方面的变动所作出的统计描述。世界气象组织（简称WMO）对气候统计的周期定为30年。气温，降雨量和风力是最浅显的经常性变动。从更广阔的层面来讲，包括统计描述，气候就是气候体系的状态。
有一句很著名的话总结出了气候和天气的不同之处：“你预测的是气候，而经历的是天气。”在漫长的历史时期中，有许多左右气候变化的持续性因素，包括緯度，海拔，陆地与河川的比例以及海洋和山川的临近度。像板块结构及上述的这些变化需要上百万年的变动时间。其他气候决定因素更为明显，例如，由于海洋热盐环流，北部大西洋比其他海洋盆地的温度要高5℃（9℉）。其他海洋气流将陆地和大海之间的热气重新送到更多的区域。植被覆盖的密度和类型影响太阳吸热，保水性以及降雨量在该地区的标准。大气温室气体数量的改变决定了地球上太阳能的数量，从而导致全球变暖或变冷。决定气候变化的因素多且复杂，为数众多的变量及其复杂的相互作用决定了气候的变化，但是普遍认为气候变化的大体情况是可以了解的，至少就过去的气候变化的决定性因素而言是如此。
- 气候
- 古人将黄道划分4季，12节，12气，72候。定义3节为一季，约30日为一节，30日为一气，5日为一候。中国将此天文历法定义为“气候”。年、季、节、气、候。
- 四季（春、夏、秋、冬）
- 十二节（立春、惊蛰、清明、立夏、芒种、小暑、立秋、白露、寒露、立冬、大雪、小寒）
- 十二气（雨水、春分、谷雨、小满、夏至、大暑、处暑、秋分、霜降、小雪、冬至、大寒）
- 七十二候（约每5日为一候）
- 一年=四季
- 一季=三节
- 一节=一气=六候
- 一候≈五日

## 成因

### 太阳辐射因子
太阳辐射因子是气候的根本动力来源。这类因子有：纬度因素、大气对太阳辐射的削弱作用强弱等。

### 下垫面因子
下垫面因子对气候的形成有着相当重要的作用。这类因子有：洋流、地面植被、下垫面对太阳辐射的吸收和反射、折射、散射等。

### 大气环流因子
大气环流因子本身是气候的组成部分，对某地气候的形成起着直接性的影响。主要因子有：气团的平均状况、气流的平均状况等。

### 人类活动因子
人类活动因子通过对其他因子的变化对气候起作用。比如改变地面的植被、兴修水库、向大气排入各种气体等等。

## 气候分类
有几个方法可将气候区分为相似的体系。最初，古希腊人把气候定义为在不同纬度地区的天气情况。而现代气候分类方法则可以广义的分为注重气候成因的遗传法，以及注重环境影响的经验法。遗传法一般依据不同气团类型的相对频率或是综观天气造成干扰的位置来分类。而经验法一般按区域划分气候，参考植物硬度 和蒸散量或是使用更常见的柯本气候分类法，此法用于结合特定的生物群落来对气候进行划分。这些分类体系存在一个普遍的不足，即在它们把不同区域之间划出了明显的界限，而没有用到自然界中常见的气候渐变。

### 伯杰龙与空间气候
最普遍的方法就是用气团的概念来分类。而伯杰龙分类法是气团分类法中最广为认可的。气团分类法涉及三个字母。第一个字母描述气候潮湿的特性，用C表示干燥的大陆气团，而用M表示潮湿的海洋气团。第二个字母描述该地区的气温特性：T代表热带，P代表极地，A代表南北极，M代表季风，E代表赤道，S代表高层空气（大气中由大量下行运动形成的干燥空气）。第三个字母用以标明大气的稳定性。如果气团比下面的地表冷，就标记为K。而比地表热则标记为W。50年代的天气预报中提及到气团的概念，气象学家们在这个基础上于1973年开始起创建了天气气候学。
空间天气分类系统（SSC）是在伯杰龙分类体系的基础上建立的体系。依照SSC体系有六种分类：干燥极地（与大陆极地类似），干燥适中气候（与海洋高层空气类似），热带干燥（与热带大陆类似），潮湿极地（与海洋极地类似），潮湿适中（海洋极地和海洋热带的混合），还有潮湿热带（与海洋热带、海洋季风以及海洋赤道类似）。

### 柯本气候分类法

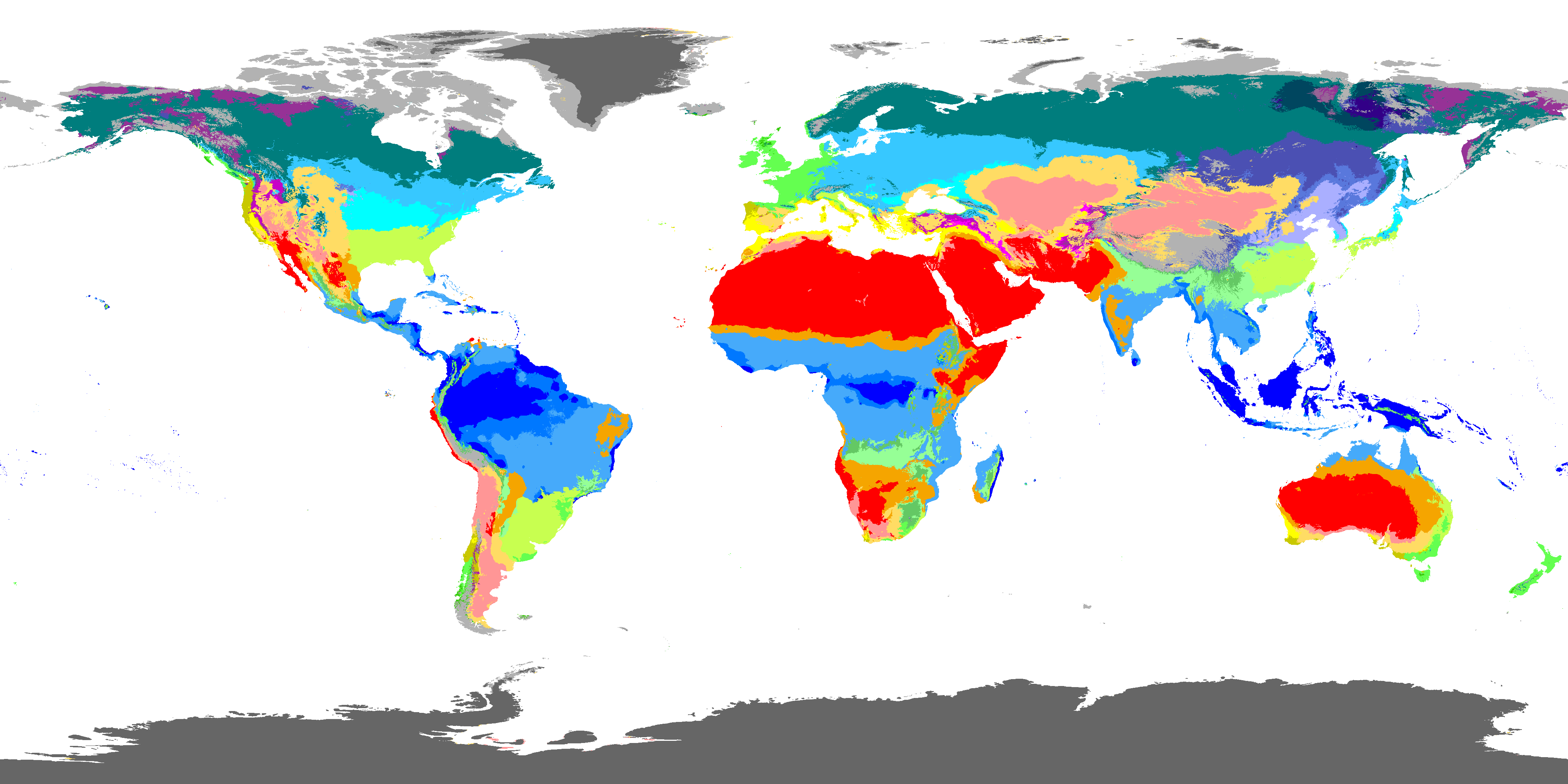
柯本气候分类

地表在各个月份的平均气温（1961年 - 1990年）

顯示地表温差變化的衛星影像，美國太空總署

1961－1990年间的月平均表面温度就是气候随地点和季节变化的实例。主要内容是柯本（Köppen）气候类型。柯本类型取决于每月温度和降雨量的平均值。柯本类型是由最常见的五种基本类型构成，分别列为A-E。确切的说，这些基本类型是A 热带；B 干旱；C 暖温带；D 凉温带；E 极地。这5种基本的分类还可以进一步细分为二级种类，比如热带雨林气候、季风气候、热带大草原气候、湿润性亚热带气候、湿润性大陆气候、海洋性气候、地中海气候、西伯利亚气候、副极带气候、苔原、极地和沙漠。
热带雨林的特点在于高降雨量，以最小的单位来衡量，通常年降雨量在1750到2000毫米（69-79英寸）之间。也就是说一年中，每个月的温度都超过了18℃（64℉）。
季风气候就是出现在雨季地带，持续几个月的季节流行风气候。北美、南美、撒哈拉沙漠以南非洲大部、澳洲、南亚、东南亚和东亚地带都受季风影响。
热带干湿季气候位于亚热带和热带范围内的半干旱与半湿润地带，该地带的年平均温度维持在18℃或高于18℃，年降雨量在750毫米到1270毫米（30-50英寸）之间。这种气候广泛分布于非洲、南美洲北部以及澳洲。
在湿润性气候带，冬天的降雨量（有时候是降雪量）跟由西风带引起的频繁的暴风雨有着密切的联系。大部分夏季降雨是由偶尔的气旋和暴风雨引起的。潮湿的亚热带位于大陆东部，大约在距离赤道20-40°纬度范围内。
湿润大陆性气候的特点是气候模式多变和季节性温度差异巨大。每年有三个月以上日平均气温超过10℃（50℉），一年中最冷月的气温在-3℃（26.6℉）以下并且不符合干旱气候或半干旱气候标准的地区属于大陆性气候区。
中纬度各洲的西部沿海地区以及澳大利亚南部具有典型的海洋性气候，全年降雨量充沛。
地中海气候的分布区域为：地中海盆地，南美洲的西部部分地区，西澳大利亚州和南澳大利亚州的部分地区，南非的西南部和智利中部的部分地区。该气候类型的特点是夏季炎热干燥，冬季寒冷潮湿。
干旱草原指的是年气温幅度夏季高达40℃（104℉），冬季低至-40℃（-40.0℉）的干旱草原。
亚北极气候区降水量极少，一年中有1至3个月温度在10℃（50℉）以上，冬季的严寒致使此气候区有着连续永久冻土带。亚北极气候区的冬季，在长达半年的时间里平均气温都在0℃（32℉）以下。
苔原出现在北半球泰加森林带以北，包括了俄罗斯北部的广大区域和加拿大。
极地冰盖，或称极地冰原，指的是为冰层所覆盖的地球或是月球的高纬度地区。相对于赤道地区，高纬度地区从太阳辐射中所能吸收的能量要少得多，较低的地表温度促使了极地冰盖的形成。
沙漠就是降水量极少的地貌或地区。沙漠中昼夜温差和季节性温差都非常大，极低的湿度导致夏季白天最高气温高达45℃（113℉），冬季夜间最低温度则低至0℃（32℉）。许多沙漠是由雨影区的作用而形成，山脉阻隔了水汽的流动，使得不能流向沙漠。

### 周淑贞气候分类法
中國科學家周淑贞在斯查勒气候分类法的基础上，兼顾气候典型特征提出的一种气候分类法，这种分类法因其简洁概括气候特征，因而在中国大陆较为流行。

#### 热带气候
把常年月均温在15℃以上的地区划为热带气候区。根据降水把热带气候分为热带雨林气候（2000mm以上）、热带季风气候（2000mm～1500mm，大陆东岸）、热带草原气候（1500mm～200mm）和热带沙漠气候（0mm～200mm）。典型动物是猩猩、河马、长颈鹿、羚羊、象、孔雀、袋鼠、沙漠狐等。植被是热带雨林、热带草原、热带季雨林和荒漠植被。土壤为砖红壤、红壤、荒漠土等。

#### 亚热带气候
把最熱月在20攝氏度以上且最冷月在0℃～15℃的地区划为亚热带气候区。根据降水把亚热带气候分为亚热带季风气候（1000mm以上，大陆东岸，除东亚外均称亚热带季风性湿润气候）和地中海气候（300mm～1000mm，大陆西岸）。典型动物是阿尔卑斯山羊、猕猴、灵猫等。植被是亚热带常绿阔叶林、亚热带常绿硬叶林。土壤为红壤、黄壤等。

#### 温带气候
把最熱月在20攝氏度以上且最冷月均温在0℃以下（冬冷夏熱型），常年月均溫在0至20攝氏度之間（終年溫和型）的地区划为温带气候区。終年溫和型的為温带海洋性气候（700mm～1000mm，大陆西岸）；冬冷夏熱型根据季風是否顯著分为温带季风气候（400mm以上，大陆东岸）、温带大陆性气候（400mm以下）。在簡化的氣候分類法中，常將亚寒带针叶林气候劃歸温带大陆性气候。典型动物有松鼠、黑熊、黄羊、旱獭、双峰驼、子午沙鼠、驼鹿、紫貂等。植被有温带落叶阔叶林、温带混交林、温带森林、温带草原、亚寒带针叶林。土壤为黑钙土、荒漠土、灰化土、棕壤、褐土等。

#### 寒带气候
把最热月均温在10℃以下的地区划为寒带气候区。根据最热月均温把寒带气候分为苔原气候（最热月均温突破0℃）和冰原气候（最热月均温不突破0℃）。典型动物有驯鹿、北极狐、北极熊、海豹等。植被有寒带苔原和极地冰原，在极度寒冷的地区没有植被覆盖。土壤为冰沼土，冰原气候区未发育土壤。

#### 高原山地气候
该气候区垂直自然带同赤道向两极出现的水平自然带相类似，其带谱的多少与山地海拔高度以及所处的纬度有。其基带与水平地带性决定的自然带一致，雪线高度与气温呈正比，与降水呈反比。

## 记录

### 现代
在过去的几个世纪里，人们可通过温度计、气压计、风速计等气象仪表的测量获知现代气候记录的细节。气象仪表常用来研究现代天气状况，但过去几年已知的错误测量数据和当时所处环境都发生变化，气象仪表也有损坏，因此研究过去几世纪的气候必须考虑这些因素。

### 古气候学
古气候学是研究地质时期气候的学科。它采集冰盖、树木年轮、沉积物、珊瑚礁及岩石的数据来推断过去的气候来解释一段时间内的气候稳定性及变化现象，并揭示气候的演变是否遵循规律，比如说循环规律。

## 气候变化
东方站冰芯过去450万年二氧化碳，气温以及尘埃的变化。也可参阅：气候变化，全球变暖，温度记录，以及近年气候变化的归因。
气候变化是一定时期内全球或地区性气候的变化。  它反映了大气在一定时期内的变化性或平均状态，从几十年到几百万年不等。这些变化是由地球内部运动，外部力量（比如说：光照强度的变化），以及最近的原因—人类活动所引起的。
在最近的用法中，尤其是在一些环境政策中，“环境变化”这一术语通常仅指现代气候的变化，包括平均地表温度的升高，也就是熟知的全球变暖。在某些情况下，这个术语也通常被赋予一种对人为原因的推测，气候变化框架公约中就是这样应用的。气候变化框架公约用“气候的变化性”表示非人为原因引起的变化。
地球过去曾经历过周期性气候变化，包括四次主要的冰河期。这些时期由比正常时期冷的冰河期组成，并由间冰期分隔开来。冰河时期冰雪的堆积增强了地表反射率，将更多的太阳能量反射到太空中，使大气温度维持在较低水平。温室气体的增多，比如说火山爆发所引起的，能提高全球的温度并产生间冰期。导致冰河期形成的可能原因包括：大陆的位置，地球轨迹的变化，太阳辐射的输出，以及火山的作用。

### 气候模型
气候模型使用定量的方法来模拟大气、海洋、地表和冰层之间的交互作用。它们被用在许多方面，包括从研究天气和气候系统的动态变化到对未来气候的预测。所有气候模型间是均衡的，或接近于均衡，当短波（包括可见波）电磁辐射照射到地球时射入能量，当长波（红外线）电磁辐射从地球射出时释放能量。任何不均衡都会导致地球平均气温的变化。
近年来讨论最多的气候模型，已被用来推测大气中温室气体的持续增加所带来的后果，这些温室气体主要为二氧化碳。这些模型预测了全球平均地表温度呈上升趋势，指出气温增长最快的地区是北半球高纬度地区。
模型各不相同，有的相对简单，有的则十分复杂：
- 简单的辐射传热模型中，地球是一单个点，它能均衡释出的能量。
- 它能垂直或水平地扩张，垂直扩张成辐射对流模型。
- 最终，（耦合的）大气-海洋-海面浮冰式的全球气候模型将能量和物质的传递，及辐射间的交换离散化，并用方程对此做出解释。[41]

### 引用
1. ↑  . 北京: 電子工業出版社. 2016: 3. ISBN 9787121299209.
2. ↑  C. W. Thornthwaite, "An Approach Toward a Rational Classification of Climate", Geographical Review, 38:55-94, 1948
3. ↑  . . American Meteorological Society.   [2008-05-14]. （原始内容存档于2011-07-07）.
4. ↑  . Met Office.   [2008-05-17]. （原始内容存档于2014-10-07）.
5. ↑  Intergovernmental Panel on Climate Change. Appendix I: Glossary. （页面存档备份，存于） Retrieved on 2007-06-01.
6. ↑  National Weather Service Office Tucson, Arizona. Main page. （页面存档备份，存于） Retrieved on 2007-06-01.
7. ↑  Stefan Rahmstorf. The Thermohaline Ocean Circulation: A Brief Fact Sheet. （页面存档备份，存于） Retrieved on 2008-05-02.
8. ↑  Gertjan de Werk and Karel Mulder. Heat Absorption Cooling For Sustainable Air Conditioning of Households. 的存檔，存档日期2008-05-27. Retrieved on 2008-05-02.
9. ↑  Ledley, T.S.; Sundquist, E. T.; Schwartz, S. E.; Hall, D. K.; Fellows, J. D.; Killeen, T. L. . EOS. 1999, 80 (39): 453  [2008-05-17]. doi:10.1029/99EO00325. （原始内容存档于2008-05-09）.
10. ↑  United States National Arboretum. USDA Plant Hardiness Zone Map. （页面存档备份，存于） Retrieved on 2008-03-09
11. ↑  . . American Meteorological Society.   [2008-05-21]. （原始内容存档于2011-02-11）.
12. ↑  . . American Meteorological Society.   [2008-05-22]. （原始内容存档于2012-03-31）.
13. ↑  Schwartz, M.D. . Annals of the Association of American Geographers. 1995, 85 (3): 553–568. doi:10.1111/j.1467-8306.1995.tb01812.x.
14. ↑  Robert E. Davis, L. Sitka, D. M. Hondula, S. Gawtry, D. Knight, T. Lee, and J. Stenger. J1.10 A preliminary back-trajectory and air mass climatology for the Shenandoah Valley（Formerly J3.16 for Applied Climatology）. （页面存档备份，存于） Retrieved on 2008-05-21.
15. ↑  Susan Woodward. Tropical Broadleaf Evergreen Forest: The Rainforest. 的存檔，存档日期2008-02-25. Retrieved on 2008-03-14.
16. ↑  . . American Meteorological Society.   [2008-05-14]. （原始内容存档于2011-05-06）.
17. ↑  International Committee of the Third Workshop on Monsoons. The Global Monsoon System: Research and Forecast. （页面存档备份，存于） Retrieved on 2008-03-16.
18. ↑  Susan Woodward. Tropical Savannas. 的存檔，存档日期2008-02-25. Retrieved on 2008-03-16.
19. ↑  . . Encyclop?dia Britannica Online. 2008  [2008-05-14]. （原始内容存档于2008-05-11）.
20. ↑  Michael Ritter. Humid Subtropical Climate. 的存檔，存档日期2008-10-14. Retrieved on 2008-03-16.
21. ↑  Peel, M. C. and Finlayson, B. L. and McMahon, T. A. . Hydrol. Earth Syst. Sci. 2007, 11: 1633–1644  [2010-01-07]. ISSN 1027-5606. （原始内容存档于2017-02-10）.
22. ↑  Climate. Oceanic Climate. （页面存档备份，存于） Retrieved on 2008-04-15.
23. ↑  Michael Ritter. Mediterranean or Dry Summer Subtropical Climate. 的存檔，存档日期2009-08-05. Retrieved on 2008-04-15.
24. ↑  Blue Planet Biomes. Steppe Climate. （页面存档备份，存于） Retrieved on 2008-04-15.
25. ↑  Michael Ritter. Subarctic Climate. 的存檔，存档日期2008-05-25. Retrieved on 2008-04-16.
26. ↑  Susan Woodward. Taiga or Boreal Forest. 的存檔，存档日期2011-06-09. Retrieved on 2008-06-06.
27. ↑  . The World's Biomes.   [2006-03-05]. （原始内容存档于2016-01-21）.
28. ↑  Michael Ritter. Ice Cap Climate. 的存檔，存档日期2008-05-16. Retrieved on 2008-03-16.
29. ↑  San Diego State University. Introduction to Arid Regions: A Self-Paced Tutorial. 的存檔，存档日期2008-06-12. Retrieved on 2008-04-16.
30. ↑  赵锦慧、于兴修主编. . 武汉: 长江出版社. 2014: 179.
31. ↑  孙根年主编. . 西安: 西安地图出版社. 1994: 55.
32. ↑  于治民. . 河南大学学报(自然科学版). 1988, (1): 85.
33. ↑  王文福著. . 武汉：武汉大学出版社. 2014.07: 102–103. ISBN 978-7-307-13720-2.
34. ↑  马建华主编. . 开封: 河南大学出版社. 1991: 115.
35. ↑  Spencer Weart. The Modern Temperature Trend. （页面存档备份，存于） Retrieved on 2007-06-01.
36. ↑  National Oceanic and Atmospheric Administration. NOAA Paleoclimatology. （页面存档备份，存于） Retrieved on 2007-06-01.
37. ↑  Arctic Climatology and Meteorology. Climate change. （页面存档备份，存于） Retrieved on 2008-05-19.
38. ↑  . Climate Change 2001: The Scientific Basis. Contribution of Working Group I to the Third Assessment Report of the Intergovernmental Panel on Climate Change. Intergovernmental Panel on Climate Change. 2001-01-20  [2008-05-22]. （原始内容存档于2017-01-26）.
39. ↑  Illinois State Museum (2002). Ice Ages. （页面存档备份，存于） Retrieved on 2007-05-15.
40. ↑  Eric Maisonnave. Climate Variability. 的存檔，存档日期2008-06-10. Retrieved on 2008-05-02.
41. ↑  Climateprediction.net. Modelling the climate. 的存檔，存档日期2009-02-04. Retrieved on 2008-05-02.